# The City of Lost Souls
The City of Lost Souls (漂流街 THE HAZARD CITY?, Hyōryūgai) è un film del 2000, diretto da Takashi Miike.

## Trama

Copertina del DVD italiano

Mario, un ragazzo brasiliano residente in Giappone, assale un pullman scortato dalla polizia che sta per rimpatriare un gruppo di immigrati cinesi, tra i quali vi è Kei, la sua fidanzata. Dopo una rocambolesca fuga in elicottero, Mario e Kei si rifugiano nella comunità brasiliana di Shinjuku.
Sulle tracce dei ragazzi vi è Ko, un boss della Triade cinese, innamorato di Kei, che distrugge i passaporti falsi dei due. Mario e Kei decidono allora di rapinare una bisca clandestina specializzata nel combattimento tra galli. La bisca interessa anche a Ko, in affari con la yakuza. Mario e Kei rapinano la bisca insieme a due loro amici, quindi aprono la valigetta ma invece dei soldi vi trovano una gran quantità di droga e decidono di venderla al direttore di un'emittente televisiva brasiliana. Questi tenta ingenuamente di rivenderla a Ko e a Fushimi, lo yakuza responsabile della valigetta. I due decidono di mettere una taglia sulla testa di Mario e di Kei. Successivamente Fushimi fa irruzione nel bar della comunità brasiliana gestito da Carlos, grande amico dei due ragazzi, e lo uccide, quindi rapisce Carla, una bambina cieca abbandonata dalla madre e accudita da Lucia, ex amante di Mario.
Intanto Mario e Kei riescono ad arrivare ad Okinawa, dove Mario riceve una telefonata da Lucia che gli spiega la tragica situazione. Mario e Kei decidono di tornare a Tokyo, per liberare Carla. Mario riesce nell'operazione, quindi uccide anche Fushimi.
Mario e Kei arrivano finalmente dinanzi alla barca che li porterà in Brasile. Mario si ferma a giocare a calcio con un bambino, e all'improvviso viene abbattuto da una fucilata sparata da Lucia, che successivamente uccide anche Kei.

## Collegamenti ad altre pellicole
- Durante un combattimento tra galli viene riproposta la celebre sequenza realizzata in Bullet time di Matrix, diretto da Lana e Lilly Wachowski nel 1999.